# Sixième district congressionnel de Caroline du Nord
Le 6e district congressionnel de Caroline du Nord est situé dans la partie centre-nord de l'État. À la suite d'un redécoupage ordonné par le tribunal en 2019, il a été déplacé vers la région centrale de la Triade et contient tout le comté de Guilford et une partie du comté de Forsyth. Les villes de Greensboro, Winston-Salem et High Point sont situées dans le district.
Après une nouvelle répartition du Congrès à la suite du recensement de 2010, le district a été déplacé vers le nord par l'Assemblée générale de Caroline du Nord. Depuis lors et jusqu'en 2017, il comprenait des parties des comtés de Guilford, Alamance, Durham, Granville et Orange, ainsi que la totalité des comtés de Caswell, Person, Rockingham, Surry et Stokes. En 2015, il a de nouveau été reconfiguré mais est resté dans la même région générale.
Le district était représenté le Républicain Mark Walker, jusqu'en 2021. Il a occupé ce poste à partir de 2015. En décembre 2019, Walker a annoncé qu'il ne se présenterait pas aux élections en 2020. Il est actuellement représenté par la démocrate Kathy Manning.

## Histoire
De 2003 à 2013, le 6e district comprenait la totalité des comtés de Moore et Randolph et des parties des comtés d'Alamance, Davidson, Guilford et Rowan. Jusqu'au redécoupage ordonné par le tribunal en 2019, le district comprenait l'intégralité du comté d'Alamance, du comté de Caswell, du comté de Chatham, du comté de Lee, du Comté de Person, du comté de Randolph et du comté de Rockingham, ainsi que des parties du comté de Guilford.
Avant le redécoupage de 2022, le 6e district comprenait tout le comté de Guilford et une partie du comté de Forsyth.
Le 23 février 2022, la Cour suprême de Caroline du Nord a approuvé une nouvelle carte qui a modifié les limites du 6e district pour inclure également les comtés de Caswell et Rockingham.

## Comtés
Comtés dans la carte 2023 - 2025
- Caswell (en partie)
- Forsyth (en partie)
- Guilford
- Rockingham

## Historique de vote
| Année | Poste     | Résultats               |
| ----- | --------- | ----------------------- |
| 2000  | Président | Gore 48,9 % – 48,4 %    |
| 2004  | Président | Bush 50,7 % – 48,3 %    |
| 2008  | Président | Obama 52,9 % – 45,6 %   |
| 2012  | Président | Obama 51,0 % – 47,2 %   |
| 2016  | Président | Clinton 48,0 % – 45,9 % |
| 2020  | Président | Biden 51,3 % – 46,8 %   |

## Liste des Représentants du district
| Membre                          | Parti                 | Années                            | Congrès        | Histoire électorale | Zone géographique                     |
| ------------------------------- | --------------------- | --------------------------------- | -------------- | --- | ------------------------------------- |
| District établit le 4 mars 1793 |                       |                                   |                | |                                       |
| James Gillespie (en)            | Anti-Administration   | 4 mars 1793 - 3 mars 1795         | 3e - 5e        | Élu en 1793. Réélu en 1795. Réélu en 1796. Perd sa réélection. |                                       |
| James Gillespie (en)            | Républicain-Démocrate | 4 mars 1795 - 3 mars 1799         | 3e - 5e        | Élu en 1793. Réélu en 1795. Réélu en 1796. Perd sa réélection. |                                       |
| William H. Hill (en)            | Fédéraliste           | 4 mars 1799 - 3 mars 1803         | 6e , 7e        | Élu en 1798. Réélu en 1800. |                                       |
| Nathaniel Macon                 | Républicain-Démocrate | 4 mars 1803 - 13 décembre 1815    | 8e - 14e       | Redécoupage depuis le 5e district et réélu en 1803. Réélu en 1804. Réélu en 1806. Réélu en 1808. Réélu en 1810. Réélu en 1813. Réélu en 1815. Démissionne lorsqu'élu Sénateur des États-Unis.                                           | 1803–1813                             |
| Vacant                          | Vacant                | 16 décembre 1815 - 7 février 1816 | 14e            | | 1813–1843                             |
| Welden N. Edwards (en)          | Républicain-Démocrate | 7 février 1816 - 3 mars 1825      | 14e - 19e      | Élu pour terminer le mandat de Macon. Réélu en 1817. Réélu en 1819. Réélu en 1821. Réélu en 1823. Réélu en 1825. Retrait. | 1813–1843                             |
| Welden N. Edwards (en)          | Jacksonien (en)       | 4 mars 1825 - 3 mars 1827         | 14e - 19e      | Élu pour terminer le mandat de Macon. Réélu en 1817. Réélu en 1819. Réélu en 1821. Réélu en 1823. Réélu en 1825. Retrait. | 1813–1843                             |
| Daniel Turner (en)              | Jacksonien (en)       | 4 mars 1827 - 3 mars 1829         | 20e            | Élu en 1827. Retrait. | 1813–1843                             |
| Robert Potter (en)              | Jacksonien (en)       | 4 mars 1829 - novembre 1831       | 21e , 22e      | Élu en 1829. Démissionne. | 1813–1843                             |
| Vacant                          | Vacant                | novembre 1831 - 15 décembre 1831  | 22e            | | 1813–1843                             |
| Micajah T. Hawkins (en)         | Jacksonien (en)       | 15 décembre 1831 - 3 mars 1837    | 22e - 26e      | Élu pour terminer le mandat de Potter. Réélu en 1831. Réélu en 1833. Réélu en 1835. Réélu en 1837. Réélu en 1839. | 1813–1843                             |
| Micajah T. Hawkins (en)         | Démocrate             | 4 mars 1841 - 3 mars 1843         | 22e - 26e      | Élu pour terminer le mandat de Potter. Réélu en 1831. Réélu en 1833. Réélu en 1835. Réélu en 1837. Réélu en 1839. | 1813–1843                             |
| Archibald H. Arrington (en)     | Démocrate             | 4 mars 1841 - 3 mars 1843         | 27e            | Élu en 1841. Redécoupage vers le 8e district. | 1813–1843                             |
| James I. McKay                  | Démocrate             | 4 mars 1843 - 3 mars 1847         | 28e , 29e      | Redécoupage depuis le 5e district et réélu en 1843. Réélu en 1845. Redécoupage vers le 7e district. |                                       |
| John R. J. Daniel (en)          | Démocrate             | 4 mars 1847 - 3 mars 1853         | 30e - 32e      | Redécoupage depuis le 7e district et réélu en 1847. Réélu en 1849. Réélu en 1851. |                                       |
| Richard C. Puryear (en)         | Whig                  | 4 mars 1853 - 3 mars 1855         | 33e , 34e      | Élu en 1853. Réélu en 1855. |                                       |
| Richard C. Puryear (en)         | Know Nothing          | 4 mars 1855 - 3 mars 1857         | 33e , 34e      | Élu en 1853. Réélu en 1855. |                                       |
| Alfred M. Scales (en)           | Démocrate             | 4 mars 1857 - 3 mars 1859         | 35e            | Élu en 1857. |                                       |
| James M. Leach (en)             | Opposition Party (en) | 4 mars 1859 - 3 mars 1861         | 36e            | Élu en 1859. |                                       |
| Vacant                          | Vacant                | 3 mars 1861 - 20 juillet 1868     | 37e - 40e      | Guerre de Sécession et Reconstruction | Guerre de Sécession et Reconstruction |
| Nathaniel Boyden (en)           | Conservateur (en)     | 13 juillet 1868 - 3 mars 1869     | 40e            | Élu pour terminer le mandat. |                                       |
| Francis E. Shober (en)          | Démocrate             | 4 mars 1869 - 3 mars 1873         | 41e , 42e      | Élu en 1868. Réélu en 1870. |                                       |
| Thomas S. Ashe (en)             | Démocrate             | 4 mars 1873 - 3 mars 1877         | 43e , 44e      | Élu en 1872. Réélu en 1874. |                                       |
| Walter L. Steele (en)           | Démocrate             | 4 mars 1877 - 3 mars 1881         | 45e , 46e      | Élu en 1876. Réélu en 1878. |                                       |
| Clement Dowd (en)               | Démocrate             | 4 mars 1881 - 3 mars 1885         | 47e , 48e      | Élu en 1880. Réélu en 1882. |                                       |
| Risden T. Bennett (en)          | Démocrate             | 4 mars 1885 - 3 mars 1887         | 49e            | Redécoupage depuis le district at-large et réélu en 1884. |                                       |
| Alfred Rowland (en)             | Démocrate             | 4 mars 1887 - 3 mars 1891         | 50e , 51e      | Élu en 1886. Réélu en 1888. |                                       |
| Sydenham B. Alexander (en)      | Démocrate             | 4 mars 1891 - 3 mars 1895         | 52e , 53e      | Élu en 1890. Réélu en 1892. |                                       |
| James A. Lockhart (en)          | Démocrate             | 4 mars 1895 - 5 juin 1896         | 54e            | Perd la contestation de son élection. |                                       |
| Charles H. Martin (en)          | Populiste             | 5 juin 1896 - 3 mars 1899         | 54e , 55e      | Remporte la contestation de son élection. Réélu en 1896. |                                       |
| John D. Bellamy (en)            | Démocrate             | 4 mars 1889 - 3 mars 1903         | 56e , 57e      | Élu en 1898. Réélu en 1900. |                                       |
| Gilbert B. Patterson (en)       | Démocrate             | 4 mars 1903 - 3 mars 1907         | 58e , 59e      | Élu en 1902. Réélu en 1904. |                                       |
| Hannibal L. Godwin (en)         | Démocrate             | 4 mars 1907 - 3 mars 1921         | 60e - 66e      | Élu en 1906. Réélu en 1908. Réélu en 1910. Réélu en 1912. Réélu en 1914. Réélu en 1916. Réélu en 1918. |                                       |
| Homer L. Lyon (en)              | Démocrate             | 4 mars 1921 - 3 mars 1929         | 67e - 70e      | Élu en 1920. Réélu en 1922. Réélu en 1924. Réélu en 1926. |                                       |
| J. Bayard Clark (en)            | Démocrate             | 4 mars 1929 - 3 mars 1933         | 71e , 72e      | Élu en 1928. Réélu en 1930. Redécoupage vers le 7e district. |                                       |
| William B. Umstead (en)         | Démocrate             | 4 mars 1933 - 3 janvier 1939      | 73e - 75e      | Élu en 1932. Réélu en 1934. Réélu en 1936. Retrait. |                                       |
| Carl T. Durham (en)             | Démocrate             | 3 janvier 1939 - 3 janvier 1961   | 76e - 86e      | Élu en 1938. Réélu en 1940. Réélu en 1942. Réélu en 1944. Réélu en 1946. Réélu en 1948. Réélu en 1950. Réélu en 1952. Réélu en 1954. Réélu en 1956. Réélu en 1958. Retrait.                                                             |                                       |
| Horace R. Kornegay (en)         | Démocrate             | 3 janvier 1961 - 3 janvier 1969   | 87e - 90e      | Élu en 1960. Réélu en 1962. Réélu en 1964. Réélu en 1966. Retrait. |                                       |
| L. Richardson Preyer (en)       | Démocrate             | 3 janvier 1969 - 3 janvier 1981   | 91e - 96e      | Élu en 1968. Réélu en 1970. Réélu en 1972. Réélu en 1974. Réélu en 1976. Réélu en 1978. Perd sa réélection. |                                       |
| Walter E. Johnston III (en)     | Républicain           | 3 janvier 1981 - 3 janvier 1983   | 97e            | Élu en 1980. Perd sa réélection. |                                       |
| Robin Britt (en)                | Démocrate             | 3 janvier 1983 - 3 janvier 1985   | 98e            | Élu en 1982. Perd sa réélection. | 1983–1993                             |
| Howard Coble (en)               | Républicain           | 3 janvier 1985 - 3 janvier 2015   | 99e - 113e     | Élu en 1984. Réélu en 1986. Réélu en 1988. Réélu en 1990. Réélu en 1992. Réélu en 1994. Réélu en 1996. Réélu en 1998. Réélu en 2000. Réélu en 2002. Réélu en 2004. Réélu en 2006. Réélu en 2008. Réélu en 2010. Réélu en 2012. Retrait. | 1983–1993                             |
| Howard Coble (en)               | Républicain           | 3 janvier 1985 - 3 janvier 2015   | 99e - 113e     | Élu en 1984. Réélu en 1986. Réélu en 1988. Réélu en 1990. Réélu en 1992. Réélu en 1994. Réélu en 1996. Réélu en 1998. Réélu en 2000. Réélu en 2002. Réélu en 2004. Réélu en 2006. Réélu en 2008. Réélu en 2010. Réélu en 2012. Retrait. | 1993–2003                             |
| Howard Coble (en)               | Républicain           | 3 janvier 1985 - 3 janvier 2015   | 99e - 113e     | Élu en 1984. Réélu en 1986. Réélu en 1988. Réélu en 1990. Réélu en 1992. Réélu en 1994. Réélu en 1996. Réélu en 1998. Réélu en 2000. Réélu en 2002. Réélu en 2004. Réélu en 2006. Réélu en 2008. Réélu en 2010. Réélu en 2012. Retrait. | 2003–2013                             |
| Howard Coble (en)               | Républicain           | 3 janvier 1985 - 3 janvier 2015   | 99e - 113e     | Élu en 1984. Réélu en 1986. Réélu en 1988. Réélu en 1990. Réélu en 1992. Réélu en 1994. Réélu en 1996. Réélu en 1998. Réélu en 2000. Réélu en 2002. Réélu en 2004. Réélu en 2006. Réélu en 2008. Réélu en 2010. Réélu en 2012. Retrait. | 2013–2017                             |
| Mark Walker                     | Républicain           | 3 janvier 2015 - 3 janvier 2021   | 114e - 116e    | Élu en 2014. Réélu en 2016. Réélu en 2018. Retrait. |                                       |
| Mark Walker                     | Républicain           | 3 janvier 2015 - 3 janvier 2021   | 114e - 116e    | Élu en 2014. Réélu en 2016. Réélu en 2018. Retrait. | 2017–2021                             |
| Kathy Manning                   | Démocrate             | 3 janvier 2021 - Présent          | 117e - Présent | Élue en 2020. Réélue en 2022. Redécoupage vers le 5e district et retrait à la fin de son mandat. | 2021–2023                             |
| Kathy Manning                   | Démocrate             | 3 janvier 2021 - Présent          | 117e - Présent | Élue en 2020. Réélue en 2022. Redécoupage vers le 5e district et retrait à la fin de son mandat. | 2023–2025                             |

## Résultats des récentes élections
Voici les résultats des dix précédents cycles électoraux dans le district.

### 2004
| Élection de 2004 du 6e district congressionnel de Caroline du Nord | Élection de 2004 du 6e district congressionnel de Caroline du Nord | Élection de 2004 du 6e district congressionnel de Caroline du Nord | Élection de 2004 du 6e district congressionnel de Caroline du Nord | Élection de 2004 du 6e district congressionnel de Caroline du Nord |
| ------------------------------------------------------------------ | ------------------------------------------------------------------ | ------------------------------------------------------------------ | ------------------------------------------------------------------ | ------------------------------------------------------------------ |
| Parti                                                              | Parti                                                              | Candidat                                                           | Votes                                                              | %                                                                  |
|                                                                    | Républicain                                                        | Howard Coble (en) (sortant)                                        | 207 470                                                            | 73,1                                                               |
|                                                                    | Démocrate                                                          | William Jordan                                                     | 76 153                                                             | 26,9                                                               |
| Total des votes                                                    | Total des votes                                                    | Total des votes                                                    | 283 623                                                            | 100 %                                                              |
|                                                                    | Les Républicains conservent                                        |                                                                    |                                                                    |                                                                    |

### 2006
| Élection de 2006 du 6e district congressionnel de Caroline du Nord | Élection de 2006 du 6e district congressionnel de Caroline du Nord | Élection de 2006 du 6e district congressionnel de Caroline du Nord | Élection de 2006 du 6e district congressionnel de Caroline du Nord | Élection de 2006 du 6e district congressionnel de Caroline du Nord |
| ------------------------------------------------------------------ | ------------------------------------------------------------------ | ------------------------------------------------------------------ | ------------------------------------------------------------------ | ------------------------------------------------------------------ |
| Parti                                                              | Parti                                                              | Candidat                                                           | Votes                                                              | %                                                                  |
|                                                                    | Républicain                                                        | Howard Coble (en) (sortant)                                        | 108 433                                                            | 70,8                                                               |
|                                                                    | Démocrate                                                          | Rory Blake                                                         | 44 661                                                             | 29,2                                                               |
| Total des votes                                                    | Total des votes                                                    | Total des votes                                                    | 153 094                                                            | 100 %                                                              |
|                                                                    | Les Républicains conservent                                        |                                                                    |                                                                    |                                                                    |

### 2008
| Élection de 2008 du 6e district congressionnel de Caroline du Nord | Élection de 2008 du 6e district congressionnel de Caroline du Nord | Élection de 2008 du 6e district congressionnel de Caroline du Nord | Élection de 2008 du 6e district congressionnel de Caroline du Nord | Élection de 2008 du 6e district congressionnel de Caroline du Nord |
| ------------------------------------------------------------------ | ------------------------------------------------------------------ | ------------------------------------------------------------------ | ------------------------------------------------------------------ | ------------------------------------------------------------------ |
| Parti                                                              | Parti                                                              | Candidat                                                           | Votes                                                              | %                                                                  |
|                                                                    | Républicain                                                        | Howard Coble (en) (sortant)                                        | 221 018                                                            | 67,0                                                               |
|                                                                    | Démocrate                                                          | Teresa Sue Bratton                                                 | 108 873                                                            | 33,0                                                               |
| Total des votes                                                    | Total des votes                                                    | Total des votes                                                    | 329 891                                                            | 100 %                                                              |
|                                                                    | Les Républicains conservent                                        |                                                                    |                                                                    |                                                                    |

### 2010
| Élection de 2010 du 6e district congressionnel de Caroline du Nord | Élection de 2010 du 6e district congressionnel de Caroline du Nord | Élection de 2010 du 6e district congressionnel de Caroline du Nord | Élection de 2010 du 6e district congressionnel de Caroline du Nord | Élection de 2010 du 6e district congressionnel de Caroline du Nord |
| ------------------------------------------------------------------ | ------------------------------------------------------------------ | ------------------------------------------------------------------ | ------------------------------------------------------------------ | ------------------------------------------------------------------ |
| Parti                                                              | Parti                                                              | Candidat                                                           | Votes                                                              | %                                                                  |
|                                                                    | Républicain                                                        | Howard Coble (en) (sortant)                                        | 156 252                                                            | 75,2                                                               |
|                                                                    | Démocrate                                                          | Sam Turner                                                         | 51 507                                                             | 24,8                                                               |
| Total des votes                                                    | Total des votes                                                    | Total des votes                                                    | 207 759                                                            | 100 %                                                              |
|                                                                    | Les Républicains conservent                                        |                                                                    |                                                                    |                                                                    |

### 2012
| Élection de 2012 du 6e district congressionnel de Caroline du Nord | Élection de 2012 du 6e district congressionnel de Caroline du Nord | Élection de 2012 du 6e district congressionnel de Caroline du Nord | Élection de 2012 du 6e district congressionnel de Caroline du Nord | Élection de 2012 du 6e district congressionnel de Caroline du Nord |
| ------------------------------------------------------------------ | ------------------------------------------------------------------ | ------------------------------------------------------------------ | ------------------------------------------------------------------ | ------------------------------------------------------------------ |
| Parti                                                              | Parti                                                              | Candidat                                                           | Votes                                                              | %                                                                  |
|                                                                    | Républicain                                                        | Howard Coble (en) (sortant)                                        | 222 116                                                            | 60,9                                                               |
|                                                                    | Démocrate                                                          | Anthony Foriest                                                    | 142 467                                                            | 39,1                                                               |
| Total des votes                                                    | Total des votes                                                    | Total des votes                                                    | 364 583                                                            | 100 %                                                              |
|                                                                    | Les Républicains conservent                                        |                                                                    |                                                                    |                                                                    |

### 2014
| Élection de 2014 du 6e district congressionnel de Caroline du Nord | Élection de 2014 du 6e district congressionnel de Caroline du Nord | Élection de 2014 du 6e district congressionnel de Caroline du Nord | Élection de 2014 du 6e district congressionnel de Caroline du Nord | Élection de 2014 du 6e district congressionnel de Caroline du Nord |
| ------------------------------------------------------------------ | ------------------------------------------------------------------ | ------------------------------------------------------------------ | ------------------------------------------------------------------ | ------------------------------------------------------------------ |
| Parti                                                              | Parti                                                              | Candidat                                                           | Votes                                                              | %                                                                  |
|                                                                    | Républicain                                                        | Mark Walker                                                        | 147 312                                                            | 58,7                                                               |
|                                                                    | Démocrate                                                          | Laura Fjeld                                                        | 103 758                                                            | 41,3                                                               |
| Total des votes                                                    | Total des votes                                                    | Total des votes                                                    | 251 070                                                            | 100 %                                                              |
|                                                                    | Les Républicains conservent                                        |                                                                    |                                                                    |                                                                    |

### 2016
| Élection de 2016 du 6e district congressionnel de Caroline du Nord | Élection de 2016 du 6e district congressionnel de Caroline du Nord | Élection de 2016 du 6e district congressionnel de Caroline du Nord | Élection de 2016 du 6e district congressionnel de Caroline du Nord | Élection de 2016 du 6e district congressionnel de Caroline du Nord |
| ------------------------------------------------------------------ | ------------------------------------------------------------------ | ------------------------------------------------------------------ | ------------------------------------------------------------------ | ------------------------------------------------------------------ |
| Parti                                                              | Parti                                                              | Candidat                                                           | Votes                                                              | %                                                                  |
|                                                                    | Républicain                                                        | Mark Walker (sortant)                                              | 207 983                                                            | 59,2                                                               |
|                                                                    | Démocrate                                                          | Pete Glidewell                                                     | 143 167                                                            | 40,8                                                               |
| Total des votes                                                    | Total des votes                                                    | Total des votes                                                    | 351 150                                                            | 100 %                                                              |
|                                                                    | Les Républicains conservent                                        |                                                                    |                                                                    |                                                                    |

### 2018
| Élection de 2018 du 6e district congressionnel de Caroline du Nord | Élection de 2018 du 6e district congressionnel de Caroline du Nord | Élection de 2018 du 6e district congressionnel de Caroline du Nord | Élection de 2018 du 6e district congressionnel de Caroline du Nord | Élection de 2018 du 6e district congressionnel de Caroline du Nord |
| ------------------------------------------------------------------ | ------------------------------------------------------------------ | ------------------------------------------------------------------ | ------------------------------------------------------------------ | ------------------------------------------------------------------ |
| Parti                                                              | Parti                                                              | Candidat                                                           | Votes                                                              | %                                                                  |
|                                                                    | Républicain                                                        | Mark Walker (sortant)                                              | 160 709                                                            | 56,5                                                               |
|                                                                    | Démocrate                                                          | Ryan Watts                                                         | 123 651                                                            | 43,5                                                               |
| Total des votes                                                    | Total des votes                                                    | Total des votes                                                    | 284 360                                                            | 100 %                                                              |
|                                                                    | Les Républicains conservent                                        |                                                                    |                                                                    |                                                                    |

### 2020
| Élection de 2020 du 6e district congressionnel de Caroline du Nord | Élection de 2020 du 6e district congressionnel de Caroline du Nord | Élection de 2020 du 6e district congressionnel de Caroline du Nord | Élection de 2020 du 6e district congressionnel de Caroline du Nord | Élection de 2020 du 6e district congressionnel de Caroline du Nord |
| ------------------------------------------------------------------ | ------------------------------------------------------------------ | ------------------------------------------------------------------ | ------------------------------------------------------------------ | ------------------------------------------------------------------ |
| Parti                                                              | Parti                                                              | Candidat                                                           | Votes                                                              | %                                                                  |
|                                                                    | Démocrate                                                          | Kathy Manning                                                      | 253 531                                                            | 62,3                                                               |
|                                                                    | Républicain                                                        | Lee Haywood                                                        | 153 598                                                            | 37,7                                                               |
| Total des votes                                                    | Total des votes                                                    | Total des votes                                                    | 407 129                                                            | 100 %                                                              |
|                                                                    | Les Démocrates prennent aux Républicains                           |                                                                    |                                                                    |                                                                    |

### 2022
| Élection de 2022 du 6e district congressionnel de Caroline du Nord | Élection de 2022 du 6e district congressionnel de Caroline du Nord | Élection de 2022 du 6e district congressionnel de Caroline du Nord | Élection de 2022 du 6e district congressionnel de Caroline du Nord | Élection de 2022 du 6e district congressionnel de Caroline du Nord |
| ------------------------------------------------------------------ | ------------------------------------------------------------------ | ------------------------------------------------------------------ | ------------------------------------------------------------------ | ------------------------------------------------------------------ |
| Parti                                                              | Parti                                                              | Candidat                                                           | Votes                                                              | %                                                                  |
|                                                                    | Démocrate                                                          | Kathy Manning (sortante)                                           | 139 553                                                            | 53,9                                                               |
|                                                                    | Républicain                                                        | Christian Castelli                                                 | 116 635                                                            | 45,0                                                               |
|                                                                    | Libertarien                                                        | Thomas Watercott                                                   | 2 810                                                              | 1,1                                                                |
| Total des votes                                                    | Total des votes                                                    | Total des votes                                                    | 258 998                                                            | 100 %                                                              |
|                                                                    | Les Démocrates conservent                                          |                                                                    |                                                                    |                                                                    |

### 2024
| Primaire Républicaine de 2024 du 6e district congressionnel de Caroline du Nord | Primaire Républicaine de 2024 du 6e district congressionnel de Caroline du Nord | Primaire Républicaine de 2024 du 6e district congressionnel de Caroline du Nord | Primaire Républicaine de 2024 du 6e district congressionnel de Caroline du Nord | Primaire Républicaine de 2024 du 6e district congressionnel de Caroline du Nord |
| ------------------------------------------------------------------------------- | ------------------------------------------------------------------------------- | ------------------------------------------------------------------------------- | ------------------------------------------------------------------------------- | ------------------------------------------------------------------------------- |
| Parti                                                                           | Parti                                                                           | Candidat                                                                        | Votes                                                                           | %                                                                               |
|                                                                                 | Républicain                                                                     | Addison McDowell                                                                | 21 285                                                                          | 26,1                                                                            |
|                                                                                 | Républicain                                                                     | Mark Walker                                                                     | 19 633                                                                          | 24,1                                                                            |
|                                                                                 | Républicain                                                                     | Christian Castelli                                                              | 17 171                                                                          | 21,1                                                                            |
|                                                                                 | Républicain                                                                     | Bo Hines                                                                        | 11 746                                                                          | 14,4                                                                            |
|                                                                                 | Républicain                                                                     | Jay Wagner                                                                      | 7 462                                                                           | 9,2                                                                             |
|                                                                                 | Républicain                                                                     | Mary Ann Contogiannis                                                           | 4 195                                                                           | 5,1                                                                             |

| Élection de 2024 du 6e district congressionnel de Caroline du Nord | Élection de 2024 du 6e district congressionnel de Caroline du Nord | Élection de 2024 du 6e district congressionnel de Caroline du Nord | Élection de 2024 du 6e district congressionnel de Caroline du Nord | Élection de 2024 du 6e district congressionnel de Caroline du Nord |
| ------------------------------------------------------------------ | ------------------------------------------------------------------ | ------------------------------------------------------------------ | ------------------------------------------------------------------ | ------------------------------------------------------------------ |
| Parti                                                              | Parti                                                              | Candidat                                                           | Votes                                                              | %                                                                  |
|                                                                    | Républicain                                                        | Addison McDowell                                                   | 233 303                                                            | 69,2                                                               |
|                                                                    | Constitution                                                       | Kevin E. Hayes                                                     | 104 017                                                            | 30,8                                                               |
| Total des votes                                                    | Total des votes                                                    | Total des votes                                                    | 337 320                                                            | 100 %                                                              |
|                                                                    | Les Républicains prennent aux Démocrates                           |                                                                    |                                                                    |                                                                    |